# ولیکی بوکوک، شهرستان کرپینا زگرج
ولیکی بوکوک، شهرستان کرپینا زگرج (به لاتین: Veliki Bukovec, Krapina-Zagorje County) یک زیستگاه انسانی در کرواسی است.